# 平阳镇 (鸡东县)
平阳镇，是中华人民共和国黑龙江省鸡西市鸡东县下辖的一个乡镇级行政单位。

## 行政区划
平阳镇下辖以下地区：
平阳社区、永发村、平阳村、牛心山村、永长村、河南村、永隆村、金城村、希贤村、永兴村、新发村、新城村、富国村、金生村和前卫村。